# Кішвері
Кішвері (азерб. Kişvəri; роки народження та смерті невідомі) — азербайджанський поет XVI століття. Автор ліричних газелей у стилі Алішера Навої, якому присвятив свої вірші.

## Життєпис
Був наближеним до двору Султана-Якуба в Тебризі, який сам також писав вірші азербайджанською мовою. Поезія Кішвері, який писав рідною азербайджанською мовою, далека від релігійної тематики і вирізняється простотою мови, багатством образотворчих засобів. Творчість Кішвері вплинула на розвиток азербайджанської літератури. Зберігся рукописний диван Кішвері.

## Рукописи дивану
1946 року виявлено 154-сторінковий рукопис «Дивану» азербайджанською мовою, що складається переважно з газелей, а також із мухаммас, мураббе, мустазад і тахмісів, написаних чорною і червоною тушшю почерком насталік. Цей рукопис зберігається в Інституті рукописів імені Фізулі Академії наук Азербайджану в Баку. Наприкінці дивану на трьох сторінках уміщено вірш поета «Ташріхіл-бадан» (азерб. Təşrihil-bədən). На останній сторінці є написаний у 1708/09 році вірш на фарсі «Гарібнамей-Сінай». Цей додатковий вірш, що є нехарактерним для творів Кішвері, найімовірніше поетові не належить.
Ташкентський рукопис, що зберігається у Фонді рукописів Інституту сходознавства Узбекистану, починається поемою Фізулі «Лейлі і Меджнун», яка завершується на 106-й сторінці. Запис «Лейлі і Меджнуна» в рукописі датують 1781/82 роками. Закінчується диван незакінченим віршем «Ташріхіл-бадан». На кожній сторінці є 13 бейтів. За почерком та структурою ташкентський рукопис дуже близький до бакинського. Слід зазначити, що в цьому рукописі є відсутні в бакинському мухамаси, мураббе і тахміси. У бакинському рукописі є мураббе, мухамаси і тахміси, яких немає в ташкентському. Решта мураббе, мухамаси та тахміси однакові в обох рукописах. Припускають, що основний текст рукопису записано в XVI столітті.

## Твори
- Кишвәринин гейри мәтбу ше'рләриндән, в кн.: Әдәбијјат мәҹмуәси. Низами ад әдәбијјат Институтунун әсәрләри, ҹ. 2, Бакы, 1946, сәһ. 81—88.